# Bell X-2
Bell X-2 — экспериментальный самолёт.
Самолёт X-2 предназначался для проведения аэродинамических и термодинамических исследований до скоростей, соответствующих М=3. К проектированию самолёта приступили в 1949 году фирма Bell, NACA и ВВС США. Предполагалось, что X-2 в окончательно доведённом виде, при установке ЖРД с тягой около 900 кг, сможет достигать высот 30—60 км.
Постройка самолёта X-2 была закончена в 1952 году, и в 1953 году начались его испытания. В отличие от предыдущих экспериментальных самолётов, X-2 имеет нормальную схему с низкорасположенным стреловидным крылом с острой передней кромкой. Обшивка крыла изготовлена из нержавеющей стали. В связи с очень большими скоростями и высотами полёта для спасения лётчика при аварии применена отделяемая кабина. Кабина защищена от нагрева и охлаждения мощной теплоизоляцией.
Во время испытательного полёта 25 июля 1956 года вторая модификация самолёта X-2 достигла скорости 3000 км/ч, а в начале сентября — высоты 38400 м.

## Происшествия
Самолёт запускался с носителя, в качестве которого выступал Boeing B-50. В одном из полётов, во время которого должен был включаться ЖРД, — 12 мая 1953 года — в системе подачи жидкого кислорода произошел взрыв, в результате которого был потерян X-2 и серьезно поврежден B-50. Самолёт ещё находился в бомбовом отсеке Boeing B-50 и, когда были закончены последние приготовления к отцепке, на нём вспыхнул пожар, сопровождавшийся взрывом. X-2 был сброшен, упал в озеро Онтарио и не был восстановлен. От взрыва погибли два человека — пилот Скип Зиглер и член экипажа B-50 Фрэнк Волко, находившийся в бомбовом отсеке. Происшествие надолго задержало работы по программе X-2.
5 августа 1954 года X-2 был поднят в воздух для ещё одного полета под B-50. В тот же день X-2 был поднят во второй раз. Пит Эверест, ныне подполковник, совершил успешный планирующий полет, который закончился грубой посадкой на дно озера. Машина получила незначительные повреждения и была возвращен в Уитфилд для ремонта. X-2 вернулся на базу ВВС в Эдвардсе 16 января 1955 года, полёты возобновились 5 февраля для проверки топливной системы. После нескольких вылетов в марте и апреле были совершены еще два планирующих полета. Повреждение самолета при посадке потребовало, чтобы X-2 вновь вернулся в Нью-Йорк для ремонта.
Первая попытка полета с запущенным двигателем была предпринята 25 октября 1955 года, но утечка азота привела к решению изменить план полёта. Эверест выполнил только планирующий полет. Неудачная вторая попытка закончилась вынужденной посадкой. 18 ноября Пит Эверест совершил первый полет с запущенным двигателем X-2 и разогнал во время полета самолёт до максимальной скорости 0,95 Маха. После нескольких неудавшихся попыток 24 марта 1956 года был совершён второй полет с запущенным двигателем, была достигнута скорость 1,40 Маха. В мае Эверест совершил три полета, в результате чего максимальная скорость самолета выросла до 2,53 Маха. 25 мая 1956 г. X-2 проверял новый пилот, капитан Ивен К. Кинчелоу. Он совершил успешный сверхзвуковой полет, но вынужден был преждевременно выключить двигатель из-за неисправности. В июне самолет был остановлен для установки насадок на сопла двигателей для повышения лётно-технических характеристик. 12 июля Эверест достиг скорости 2,87 Маха на высоте 20,7 км.
В июле 1956 года второй самолёт экспериментальный серии X-2 достиг рекордной скорости в горизонтальном полете — 3360 км/ч, а 7 сентября набрал высоту 38430 м. Во время следующего полёта 27 сентября 1956 года самолёт потерпел крушение, новый пилот — капитан Милберн Г. Апт погиб. Исследования возможностей самолётов в области больших скоростей и высот полёта, проводимые ВВС США и NASA, из-за потери самолёта стоимостью в 3 миллиона долларов и гибели пилота были прерваны.

## Технические характеристики
Экспериментальный самолёт X-2 Starbuster.
| Описание                                     |                                |
| -------------------------------------------- | ------------------------------ |
| Разработчик                                  | Bell                           |
| Обозначение                                  | Х-2                            |
| Тип                                          | Экспериментальный самолет      |
| Экипаж                                       | 1                              |
| Геометрические и массовые характеристики     |                                |
| Длина самолёта, м                            | 13,41                          |
| Высота самолёта, м                           | 4,13                           |
| Размах крыла, м                              | 9,76                           |
| Площадь крыла, м²                            | 24,30                          |
| Максимальная взлётная масса, кг              | 13000 (11300)                  |
| Масса пустого самолета, кг                   | 7300-8200                      |
| Удельная нагрузка на крыло, кг/м²            | 535                            |
| Силовая установка                            |                                |
| Число двигателей                             | 1                              |
| Двигатель                                    | ЖРД Curtiss-Wright XLR-25-CW-1 |
| Тяга двигателя, кгс                          | 6804 (7250)                    |
| Тяговооружённость                            | 0,54                           |
| Лётные данные                                |                                |
| Максимальная скорость полёта на высоте, км/ч | 3360                           |
| Максимальное число Маха                      | 3 (3,2)                        |
| Динамический потолок, м                      | 38430                          |

## В культуре
- В пилотной серии «Генезис» телесериала «Квантовый скачок» Сэм Беккет, попав в тело лётчика-испытателя Тома Страттона, участвует в испытаниях самолёта X-2, проходящих 8 июля 1956 года. Испытания завершаются катастрофой и взрывом самолёта из-за воспламенения топлива.